# Karla Delago
Karla Delago (* 8. Februar 1965 in Gröden) ist eine ehemalige italienische Skirennläuferin.

## Karriere
Delago gab ihr internationales Renndebüt am 3. Februar 1983 bei den Juniorenweltmeisterschaften in Sestriere, wobei sie hier als bestes Ergebnis den 11. Platz in der Abfahrt erreichte. Ihr Weltcupdebüt feierte sie am 8. Dezember 1984 in Davos.
Delago nahm zwei Mal an Alpinen Skiweltmeisterschaften teil, wobei sie ihr bestes Ergebnis 1987 in Crans-Montana mit Rang 17 in der Abfahrt erreichte.
Im Sommer 1987 zog sich Delago eine schwere Verletzung zu, woraufhin sie ihre Karriere bereits im Alter von 22 Jahren beenden musste. Insgesamt fuhr sie in ihrer kurzen Karriere viermal unter die besten 10, wobei jeweils zwei siebten Plätze ihre besten Ergebnisse waren. Sie erzielte diese in Crans-Montana bzw. Bad Gastein.

## Privates
Ihr Bruder Oskar Delago war ebenfalls als Skirennläufer aktiv. Sie ist die Tante der beiden Skirennläuferinnen Nadia und Nicol Delago.

## Erfolge

### Weltcup
- 4 Platzierungen unter den besten 10

### Weltmeisterschaften
- Bormio 1985: 19. Riesenslalom[3], 22. Kombination[4], 29. Abfahrt[5]
- Crans-Montana 1987: 17. Abfahrt[6], 28. Super-G[7], DSQ Alpine Kombination[8]

### Juniorenweltmeisterschaften
- Sestriere 1983: 11. Abfahrt, 16. Riesenslalom